# Venus Bukarest
Venus Bukarest war ein rumänischer Fußballverein aus Bukarest. Bis zu seiner Auflösung im Jahr 1949 wurde er insgesamt achtmal rumänischer Fußballmeister.

## Geschichte
Venus Bukarest wurde 1915 gegründet. Zwischen dem Ersten und Zweiten Weltkrieg wurde Venus insgesamt achtmal rumänischer Meister, gewann allerdings nie den rumänischen Pokal. In den Jahren 1937 bis 1942 nahm Venus am Mitropapokal teil, scheiterte aber stets in der 1. Runde.
Nach dem Zweiten Weltkrieg startete Venus in der Saison 1946/47 Divizia B. Im Jahr 1948 legte die kommunistische Regierung Rumäniens fest, dass sich alle Sportvereine einer Gewerkschaft oder öffentlichen Einrichtung angliedern müssen. Daraufhin fusionierte Venus mit Uzinele Comunale Bukarest (Abwasserentsorgung) zu Venus-UCB Bukarest und spielte in der Divizia C. Im Jahr 1949 wurde der Verein aufgelöst.

## Spieler
- Gheorghe Albu
- Andrei Bărbulescu
- Iuliu Bodola
- Mircea David
- Alfred Eisenbeisser
- Traian Iordache
- Silviu Ploeșteanu
- Lazăr Sfera

## Trainer
- Béla Jánossy
- Ferenc Plattkó (1936–1937)